# Lovestern Galaktika Project
Das Lovestern Galaktika Project war ein deutsches Danceprojekt, welches die offiziellen Hymnen und Singles zur Lovestern Galaktika, einer der größten Teilpartys zur Loveparade Berlin, veröffentlichte.

## Karriere
Die erste Single des Projekts erschien 1998, zur zweiten Ausgabe der Lovestern Galaktika. Die Lieder wurden von diversen verschiedenen DJs und Musikproduzenten produziert. Dabei wurde meist auf bekannte Featurings zurückgegriffen, welche selbst auf dem Event auftraten. Die erste Single im Jahr 1998 wurde von Talla 2XLC produziert, die Singles 1999 und 2000 von DJ Sammy unter dem Alias Le petit Sam. 2001 stammte der Titelsong von Daisy Dee, 2002 wurden Pulsedriver und Ole van Dansk mit der Erstellung beauftragt. Die 2003er Hymne stammte von Dance Nation, in diesem Jahr wurden auch zwei weitere Singles ohne Featuring veröffentlicht. 2003 und 2004 existierte auch eine vierköpfige Liveband, deren Darbietungen laut Pressetext besonderen Wert auf Erotik legen sollten. Nachdem im Jahr 2004 sowohl die Loveparade als auch die Lovestern Galaktika-Veranstaltung abgesagt wurden, endete auch die Veröffentlichung von Tonträgern dieses Projekts. Eine auf der Website des Projekts angekündigte Weiterführung fand nicht statt.

## Diskografie

### Alben
- 15. Juli 2003: The Music of a Dance Generation

### Kompilationen
- 6. Juli 1998: Lovestern Galaktika
- 28. Juni 1999: Lovestern Galaktika Vol. 2
- 26. Juni 2000: Lovestern Galaktika Vol. 3
- 16. Juli 2001: Lovestern Galaktika Vol. 4
- 8. Juli 2002: Lovestern Galaktika 2002
- 30. Juni 2003: Lovestern Galaktika 2003